# Anne-Élisabeth Bossé
Anne-Élisabeth Bossé, née le 24 juillet 1984 à Repentigny, est une comédienne québécoise. Elle est entre autres connue pour avoir joué dans Les Appendices, Charlène dans la télésérie Série noire réalisée par Jean-François Rivard et de Maxim Lapierre dans Les Simone, réalisé par Ricardo Trogi.

## Biographie
Née le 24 juillet 1984 à Repentigny, Anne-Élisabeth Bossé grandit à Sorel-Tracy avec son frère Jean-David, d'un an son ainé. Ses parents se séparent lorsqu'elle a dix ans,.
Diplômée de la promotion 2007 du Conservatoire d'art dramatique de Montréal, Anne-Élisabeth Bossé se fait connaître du grand public dans 30 vies sur les ondes de Radio-Canada Télé. Elle apparaît ensuite dans Toute la vérité (TVA), puis obtient un rôle comique dans Les Appendices  à Télé-Québec. Son interprétation de Charlène dans Série noire en 2014 est particulièrement remarquée. Elle tient ensuite l'un des premiers rôles dans la série télévisée Les Simone (2016-2018).
En août 2017, Bossé est sur les ondes de 107,3 Rouge après avoir été à l'emploi de Radio Énergie pendant environ un an. 
En 2018 et 2019, elle décroche un contrat estival pour l'animation de l'émission radio Le Retour des fantastiques au 107.3 Nouveau rouge à Montréal.  Sur cette chaîne, de juin 2020 à février 2021, elle coanime l'émission On est tous debout aux petites heures des matins de semaine avec Richard Turcotte et Meeker Guerrier. 
En 2019, elle est l’héroïne du film La Femme de mon frère de la réalisatrice Monia Chokri  qui remporte le coup de cœur du jury au Festival de Cannes.
En 2022, elle se voit confier le rôle de Me Marie-Anne Desjardins dans la série quotidienne québécoise Indéfendable.

## Vie privée
En 2016, Anne-Élisabeth Bossé est en couple avec l'humoriste Guillaume Pineault. Ces derniers se sont fiancés en direct à la télévision lors de l'émission En direct de l'univers, diffusée le 28 octobre 2017.
En septembre 2022, après six ans de vie commune, ils annoncent sur les réseaux sociaux être désormais séparés. Ils affirment que la relation s'est terminée d'un commun accord, dans le plus grand des respects.
En 2025, elle dévoile l'identité de son nouveau conjoint Francis Oligny.

## Filmographie

### Cinéma
- 2010 : Les Amours imaginaires de Xavier Dolan : jeune femme à lunettes
- 2011 : Le Sens de l'humour d'Émile Gaudreault : Jenny Godin (de CKOH)
- 2012 : Laurence Anyways de Xavier Dolan : Mélanie
- 2013 : Quelqu'un d'extraordinaire de Monia Chokri (court métrage) : Ève
- 2014 : Félix et Meira de Maxime Giroux : Caroline, la sœur de Félix
- 2015 : La Passion d'Augustine de Léa Pool : sœur Huguette
- 2016 : Grimaces de Gabrielle Tougas-Fréchette et Ian Lagarde : Anne[14]
- 2016 : 9, le film, sketch Je me souviens de Micheline Lanctôt : Mireille Beauchemin
- 2017 : Le Trip à trois de Nicolas Monette : Émilie
- 2019 : La Femme de mon frère de Monia Chokri : Sophia
- 2019 : Menteur d'Émile Gaudreault : Virginie
- 2021 : Une révision de Catherine Therrien : Rachel Perreault
- 2023 : Le Successeur de Xavier Legrand : Nina Di Salvo
- 2024 : Nos belles-sœurs de René Richard Cyr : Rose Ouimet
- 2024 : Vil et misérable de Jean-François Leblanc : Karine
- 2025 : Menteuse d'Émile Gaudreault : Virginie Gauthier

### Télévision
- 2008 : Tout sur moi, préposée nettoyeur
- 2008-2016 : Les Appendices : rôles multiples
- 2010 : Tranche de vie : caissière
- 2010 : Le Monde en gros : Gaétan
- 2010 : VRAK la vie : Pierrette
- 2010 : Pseudo Radio : la femme du futur
- 2010 -2011 : Nous avons les images : comédienne maison
- 2010 -2012 : 30 vies : Karine Pagé
- 2011 : Trauma : Joëlle Brisson
- 2012 : Adam et Ève : Valérie
- 2012 : Fée Éric : Martine Boyer
- 2012-2013 : Les Bobos : Claudie
- 2012-2015 : Toute la vérité : Me Lauriane Bernier
- 2014 : Ces gars-là : Sophie
- 2014-2015 : Les Pêcheurs : elle-même
- 2014-2015 : Série noire : Charlène
- 2015 : 24/7 Patrice Lemieux : Isabelle Lauzon
- 2016-2021  : Les Pays d'en haut : Caroline Malterre
- 2016 : Ça décolle! : Clara
- 2016-2018 : Les Simone : Maxim Lapierre
- 2017 : Mensonges (saison 3 épisode 9)  : Adèle Soulières
- 2018-2021 : En tout cas : Chloé
- 2021- : Caméra Café : Vicky Lévesque
- 2021 : Plan B (saison 3) : Mylène [15]
- 2022- : Indéfendable : Me Marie-Anne Desjardins
- 2025 : LOL : qui rira le dernier ? (saison 3) : concurrente[16]

## Théâtre
- 2014 : L'Importance d’être constant[17]
- 2016 : Unité modèle[18],[19]

## Web
- 2014 : Tout le monde frenche : Véronica
- 2011 : Hors d'ondes : Jézabelle
- 2011 : Nouvelles-minute : Miss météo
- 2011 : Addik.tv : comédienne maison
- 2010-2011 : MDR : comédienne maison